# 賈拉爾河 (科吉利尼克河支流)
賈拉爾河（烏克蘭語：Джалар），是烏克蘭的河流，位於該國西南部，屬於科吉利尼克河的支流，發源自第一沃茲內森卡西北面，流經敖德薩州，河道全長21公里。